# Липсон, Михаль
Михаль Липсон (англ. Michal Lipson; род. 1970, Израиль) — американский физик, специалист по нанофотонике, пионер кремниевой фотоники.
Доктор философии, именной профессор (Eugene Higgins Professor) Колумбийского университета, прежде профессор Корнелла.
Член Национальной академии наук США (2019).

## Биография
В Технионе — Израильском технологическом институте получила степени бакалавра (1992), магистра (1994) и доктора философии (1998) по физике. В 1999—2001 гг. постдок в Массачусетском технологическом институте. С 2001 г. ассистент-, с 2007 г. ассоциированный, в 2013—2015 гг. именной профессор (Given Professor) инженерии Корнеллского университета. С 2015 года именной профессор (Eugene Higgins Professor of Electrical Engineering) Колумбийского университета, также его профессор прикладной физики и член исполнительного комитета Columbia Nano Initiative. Фелло Оптического общества (OSA) с 2007 года и член его совета с 2016 года, фелло IEEE (2013). Соучредитель компании PicoLuz.
Автор более 200 научных публикаций, цитировавшихся более 35 тыс. раз, имеет более 20 патентов.

## Награды и отличия
- NSF Career Award[англ.] (2004)
- IBM Faculty Award (2006)
- Стипендия Фулбрайта (2007)
- Blavatnik Award (2010)
- Стипендия Мак-Артура (2010)
- Thomson Reuters' Highly Cited Researcher (2014—2017)
- Премия Р. В. Вуда Оптического общества (2017)
- Почётный доктор дублинского Тринити-колледжа (2018)[5]
- IEEE Photonics Award[англ.] (2019)[6]
- Премия Комстока по физике НАН США (2019)[4]
- Erna Hamburger Prize[англ.] (2020)[7]
- John Tyndall Award[англ.] (2021)